# Liste der Baudenkmale in Rückersdorf (Niederlausitz)
In der Liste der Baudenkmale in Rückersdorf sind alle Baudenkmale der brandenburgischen Gemeinde Rückersdorf und ihrer Ortsteile aufgelistet. Grundlage ist die Veröffentlichung der Landesdenkmalliste mit dem Stand vom 31. Dezember 2023. Die Bodendenkmale sind in der Liste der Bodendenkmale in Rückersdorf (Niederlausitz) aufgeführt.

## Baudenkmale in den Ortsteilen
In den Spalten befinden sich folgende Informationen:
- ID-Nr.: Die Nummer wird vom Brandenburgischen Landesamt für Denkmalpflege vergeben. Ein Link hinter der Nummer führt zum Eintrag über das Denkmal in der Denkmaldatenbank. In dieser Spalte kann sich zusätzlich das Wort Wikidata befinden, der entsprechende Link führt zu Angaben zu diesem Denkmal bei Wikidata.
- Lage: die Adresse des Denkmales und die geographischen Koordinaten. Link zu einem Kartenansichtstool, um Koordinaten zu setzen. In der Kartenansicht sind Denkmale ohne Koordinaten mit einem roten beziehungsweise orangen Marker dargestellt und können in der Karte gesetzt werden. Denkmale ohne Bild sind mit einem blauen bzw. roten Marker gekennzeichnet, Denkmale mit Bild mit einem grünen beziehungsweise orangen Marker.
- Bezeichnung: Bezeichnung in den offiziellen Listen des Brandenburgischen Landesamtes für Denkmalpflege. Ein Link hinter der Bezeichnung führt zum Wikipedia-Artikel über das Denkmal.
- Beschreibung: die Beschreibung des Denkmales
- Bild: ein Bild des Denkmales und gegebenenfalls einen Link zu weiteren Fotos des Baudenkmals im Medienarchiv Wikimedia Commons

### Friedersdorf
| ID-Nr.                           | Lage                                 | Bezeichnung                               | Beschreibung | Bild           |
| -------------------------------- | ------------------------------------ | ----------------------------------------- | --- | -------------- |
| 09135122                         | Friedersdorfer Hauptstraße (Lage)    | Dorfkirche                                | Die Friedersdorfer Dorfkirche befindet sich im Zentrum des Ortes. Ihr ältester Kern ist frühgotisch und besteht aus Raseneisenstein. Die Orgel der Kirche wurde 1984 durch die Bad Liebenwerdaer Orgelbaufirma Voigt errichtet. | weitere Bilder |
| 09136033 Teilobjekt zu: 09135122 | Friedersdorfer Hauptstraße (Lage)    | Glocke                                    | | BW             |
| 09135799                         | Friedersdorfer Hauptstraße 63 (Lage) | Pfarrhaus und Nebengebäude                | Das Friedersdorfer Pfarrhaus befindet sich von der Hauptstraße zurückgesetzt an der Südostecke des Kirchhofs. Das massive Gebäude stammt inschriftlich aus dem Jahre 1901 und besitzt ein Krüppelwalmdach.                      | weitere Bilder |
| 09136445 Teilobjekt zu: 09135799 | Friedersdorfer Hauptstraße 63 (Lage) | Stall & Toilettenhaus                     | | BW             |
| 09135028                         | Täubertsmühle (Lage)                 | Täubertsmühle (Wohnhaus mit Badepavillon) | Bei der sich südlich der Ortslage befindlichen Täubertsmühle handelt es sich um ein im Jahre 1933 in Fachwerkbauweise errichtetes Wohnhaus mit Krüppelwalmdach.                                                                 | BW             |
| 09136183 Teilobjekt zu: 09135028 | Täubertsmühle (Lage)                 | Badehaus / Gartenpavillon                 | | BW             |
| 09136471                         | Täubertsmühle (Lage)                 | Transformatorenstation Täubertsmühle      | Die Transformatorenstation befindet sich am westlichen Siedlungseingang, zwischen der Straße Täubertsmühle und dem Floßgraben.                                                                                                  | BW             |

### Oppelhain
| ID-Nr.   | Lage   | Bezeichnung                                                                | Beschreibung | Bild                                                                       |
| -------- | ------ | -------------------------------------------------------------------------- | --- | -------------------------------------------------------------------------- |
| 09135121 | (Lage) | Dorfkirche                                                                 | Die Oppelhainer Feldsteinkirche stammt aus dem 15. Jahrhundert. Sie besitzt einen eingezogenen Westturm und ist in ihrem Inneren von einer dreiseitigen Empore und einer Holzbalkendecke geprägt. | Dorfkirche                                                                 |
| 09135543 | (Lage) | Kriegerdenkmal einschließlich der drei Eichen, auf der Ostseite des Angers | An der Ostseite des Dorfangers ist das Gefallenendenkmal aus dem Jahre 1890 zu finden. Das Denkmal wurde in Form eines Obelisken von der Finsterwalder Firma Wagner errichtet.                    | Kriegerdenkmal einschließlich der drei Eichen, auf der Ostseite des Angers |

### Rückersdorf
| ID-Nr.                           | Lage                 | Bezeichnung | Beschreibung | Bild           |
| -------------------------------- | -------------------- | ----------- | --- | -------------- |
| 09135123                         | Dorfstraße 20 (Lage) | Dorfkirche  | Die evangelische Kirche stammt wohl ursprünglich aus dem 14. Jahrhundert. In den Jahren 1907 und 1908 wurde die Kirche umgebaut und erweitert. Die Decke im Inneren hat eine Tonnenform und stellt einen Wolkenhimmel dar. Der Altaraufsatz stammt aus der zweiten Hälfte des 17. Jahrhunderts. | weitere Bilder |
| 09136041 Teilobjekt zu: 09135123 | Dorfstraße 20 (Lage) | Orgel       | | BW             |